# ويليام جاي برينكمان
ويليام جاي برينكمان (بالإنجليزية: William J. Brinkmann)‏ هو مهندس معماري أمريكي، ولد في 1874، وتوفي في 24 فبراير 1911 في شيكاغو في الولايات المتحدة بسبب قطع الرأس.